# Bella
Bella és una empresa francesa especialitzada en la fabricació de nines que va estar activa de 1946 a 1984.

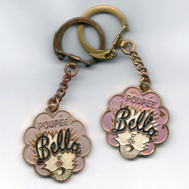
Clauer amb el logo Bella

## Història
Lucie i Salvi Pi crearen la societat Bella el 1946 a llur garatge de Perpinyà. El nom va ser triat de manera que fos fàcil de pronunciar en tots els idiomes, endemés de buscar un nom que recordés els orígens catalans de l'empresa. Inicialment, Salvi tallava els models i Lucie creava el vestuari de les nines. Al principi hi treballaven una dotzena de persones fabricant nines de cartró temperat.
A principis de la dècada de 1950 l'empresa presenta moltes patents i el Rhodoid reemplaçà el cartró. Al cap d'uns pocs anys el plàstic va revolucionar la fabricació.
En els anys seixanta l'empresa arribà als 600 treballadors i el seu segell distintiu foren nines com Tressy, Cathie o Héléna. En 1969 Lucie i Salvi Pi van vendre la societat al grup alemany Bolhen Wasag Industrie. En 1972 la societat era dirigida per Jean Sala, col·laborador estret de Salvi Pi, amb el títol de director general. Tanmateix, l crisi del petroli de la dècada de 1970, la competència asiàtica i els problemes socials portaren a poc a poc l'empresa cap a la fallida. El 1982 passà a les mans del grup Berchet, i tancarà definitivament en 1984.
Actualment les Bella són objecte cobejat pels col·leccionistes de nines i joguines. Per la seva part Jean Sala ha creat un museu a Perpinyà amb 500 nines, petites eines, accessoris, una màquina d'implementar i fotos de celebritats.

## Vídeos de l'INA
- Extracte del noticiari de la televisió regional (Montpeller) del 18 de desembre de 1981 : segrest del director de la societat Bella i anunci de declaració de fallida